# Anton Gottfried Claessen
Anton Gottfried Claessen (* 11. Februar 1788 in Gangelt; † 29. September 1847 in Köln) war Weihbischof in Köln.

## Leben
Nach dem Besuch der höheren Schule in Heinsberg und des Priesterseminares in Köln empfing er am 14. März 1812 das Sakrament der Priesterweihe für das Erzbistum Köln. In den folgenden Jahren wirkte er als Pfarrer in Oedt, Gelsenkirchen und Viersen, wurde 1825 Regierungs- und Schulrat in Aachen, wo ihn der König von Preußen 1840 zum Propst des Stiftskapitels nominierte, und schließlich 1844 Dompropst in Köln. Noch am 25. Juli desselben Jahres wurde Claessen zum Titularbischof von Gadara und Weihbischof in Köln ernannt. Die Bischofsweihe spendete ihm am 19. Januar 1845 der Kölner Erzbischof Johannes von Geissel; Mitkonsekratoren waren Johann Georg Müller, Weihbischof in Trier, und Wilhelm Arnoldi, Bischof von Trier.